# Ahmad al-Mirghani
Ahmad al-Mirghani (arab. أحمد الميرغني, ur. 16 sierpnia 1941 w Chartumie Północnym, zm. 2 listopada 2008 w Aleksandrii) – sudański polityk, prezydent Sudanu w latach 1986–1989. 
Ukończył studia na Uniwersytecie w Londynie.
Ahmad al-Mirghani został wybrany na prezydenta Sudanu w 1986 r. podczas ostatnich demokratycznych wyborów. 
Al-Mirghani zmarł w swoim domu w Aleksandrii w dniu 2 listopada 2008 r. w wieku 67 lat. Przyczyną śmierci były problemy układu oddechowego.